# Diocesi di Ossero
La diocesi di Ossero (in latino Dioecesis Auxerensis o Absoritana) è una sede soppressa e sede titolare della Chiesa cattolica.

## Territorio
La diocesi comprendeva le isole di Cherso e Lussino nella Dalmazia settentrionale (attuale Croazia).
Sede vescovile era la città di Ossero, dove fungeva da cattedrale la chiesa dell'Assunzione di Maria.

## Storia
La diocesi fu eretta in epoca antica, forse già nel VI secolo. Il primo vescovo noto è Domenico, nell'ultimo terzo del IX secolo. La diocesi era suffraganea dell'arcidiocesi di Zara. La cattedrale era la chiesa dell'Assunzione di Maria, ad Ossero, edificata nel 1497.
Nel 1621 la diocesi era occupata dai turchi e una relazione informa che i fedeli si recavano a Sebenico per soddisfare il precetto pasquale; in quello stesso anno la cattedrale risultava essere in stato di abbandono, ma nel 1653 vi era già ristabilito un capitolo con otto canonici, che nel 1673 erano già nove.
La diocesi fu soppressa da papa Leone XII con la bolla Locum beati Petri del 30 giugno 1828 ed annessa alla vicina diocesi di Veglia. A quell'epoca l'intera Dalmazia faceva parte dell'Impero d'Austria.
Dal 1933 è annoverata tra le sedi vescovili titolari della Chiesa cattolica; dal 29 luglio 2024 l'arcivescovo, titolo personale, titolare è John Joseph Kennedy, segretario della Sezione disciplinare del Dicastero per la dottrina della fede.

## Cronotassi

### Vescovi
- Domenico I † (prima dell'870 - dopo l'880)
- Martino I † (menzionato nel 1018)
- San Gaudenzio † (circa 1030 - 1042 dimesso)
- Lorenzo † (circa 1042 - 1059 nominato arcivescovo di Spalato)
- Pietro I † (menzionato nel 1066)
- Basilio † (circa 1069 - dopo il 1076)
- Guglielmo I † (menzionato nel 1100 circa)
- Pietro II † (menzionato nel 1110 circa)
- Pietro III † (menzionato nel 1141 circa)
- Lanfredo † (menzionato nel 1179)
- Cosmo † (menzionato nel 1197)
- Alberto † (menzionato nel 1224)
- G. † (menzionato nel 1240)
- Michele, O.F.M. † (circa 1290 - ?)
- Giacomo †
- Angelo, O.F.M. † (2 ottobre 1295 - dopo il 1300)
- Bonifacio I † (menzionato nel 1315)
- Guglielmo II † (circa 1325 - ?)
- Cipriano † (prima del 1335 - dopo il 1337 deceduto)
- Crisogono † (6 gennaio 1343 - ? deceduto)
- Martino II † (8 marzo 1346 - ? deceduto)
- Matteo Cernota † (29 ottobre 1347 - 19 luglio 1357 nominato vescovo di Sebenico)
- Bonifacio II † (19 luglio 1357 - ?)
- Michele da Zara, O.F.M. † (17 giugno 1374 - ?)
- Tommaso †
- Pactius † (menzionato nel 1390)
- Mauro Rassoli † (17 maggio 1399 - circa 1410 deceduto)
- Isidoro, O.S.B. † (19 novembre 1410 - 1411 deceduto)
- Vito da Cherso, O.F.M. † (24 ottobre 1412 - ? deceduto)
- Pietro Leon † (6 febbraio 1436 - 4 giugno 1445 nominato vescovo di Ceneda)
- Simone de Valle † (9 giugno 1445 - ? deceduto)
- Domenico II † (28 luglio 1449 - ? deceduto)
- Antonio di Pago † (12 gennaio 1451 - 29 marzo 1471 nominato vescovo di Cattaro)
- Marco Negro † (29 marzo 1471 - 20 luglio 1485 deceduto)
- Giovanni Robobello † (5 novembre 1485 - 6 gennaio 1491 nominato vescovo di Feltre)
- Giovanni Giusto † (6 gennaio 1491 - ?)
- Andrea Corner † (6 novembre 1512 - 1514 deceduto)
- Giovanni Battista Garzoni † (1514 - 1516 deceduto)
- Andrea Peveraro † (24 luglio 1517 - 1527 deceduto)
- Antonio de Cappo † (26 dicembre 1527 - 1553 deceduto)
- Marco Fedeli Gonzaga † (1553 succeduto - 1º dicembre 1574 nominato vescovo di Mantova)
- Coriolano Garzadoro † (19 gennaio 1575 - 1614 dimesso)
- Ottaviano Garzadoro † (17 marzo 1614 - 1633 deceduto)
- Marc'Antonio Verità † (18 luglio 1633 - 15 ottobre 1650 deceduto)
- Giovanni de Rossi † (10 novembre 1653 - 1667 deceduto)
- Matteo Scrivanelli † (3 agosto 1667 - dicembre 1672 deceduto)
- Simone Gaudenti † (30 gennaio 1673 - settembre 1719 deceduto)
- Nicolò Drasich † (16 settembre 1720 - dicembre 1737 deceduto)
- Giovanni Ferro † (19 dicembre 1738 - 27 maggio 1742 deceduto)
- Matteo Caraman † (9 luglio 1742 - 22 novembre 1745 nominato arcivescovo di Zara)
- Nicolò Dinaricio † (22 novembre 1745 - 3 gennaio 1757 nominato arcivescovo di Spalato)
- Bonaventura Bernardi † (3 gennaio 1757 - 21 febbraio 1781 deceduto)
- Simone Spalatin † (25 giugno 1781 - 10 febbraio 1798 deceduto)
- Francesco Pietro Raccamarich † (20 luglio 1801 - 21 gennaio 1815 deceduto)
  - Sede vacante (1815-1828)

### Vescovi titolari
- Karl Moser † (9 luglio 1969 - 27 settembre 1991 deceduto)
- Peter Henrici, S.I. † (4 marzo 1993 - 6 giugno 2023 deceduto)
- John Joseph Kennedy, dal 29 luglio 2024